# The Raveleys
The Raveleys – dwie wsie (Great Raveley i Little Raveley) w Anglii, w hrabstwie Cambridgeshire, w dystrykcie Huntingdonshire. Leżą 30 km na północny zachód od miasta Cambridge i 101 km na północ od Londynu.